# Deshun Wang
Deshun Wang (cinese semplificato: 王德顺, Wángdéshùn; cinese tradizionale: 王德順, Wángdéshùn; Shenyang, 1936) è un attore e modello cinese.
Wang interpreta nel suo film più famoso, Il regno proibito, il ruolo dell'Imperatore di Giada accanto a Jackie Chan e a Jet Li.

## Filmografia
- Il regno proibito (2008);
- Detective Dee e il mistero della fiamma fantasma (2010);
- What Women Want (2011);
- 20 once again (2015).